# Elecciones parlamentarias de Dinamarca de 1957
Las elecciones parlamentarias de Dinamarca fueron realizadas el 14 de mayo de 1957. Los Socialdemócratas se posicionaron como el partido más grande del Folketing, con 70 de los 179 escaños. La participación electoral fue de un 83.7% en Dinamarca continental, un 37.6% en las Islas Feroe y un 61.8% en Groenlandia (aunque no se disputaron en las dos circunscripciones, ya que los vencedores fueron reelegidos sin oposición).

## Resultados
| Dinamarca                   | Dinamarca | Dinamarca | Dinamarca | Dinamarca |
| Partido                     | Votos     | %         | Escaños   | +/–       |
| --------------------------- | --------- | --------- | --------- | --------- |
| Socialdemócratas            | 910 170   | 39.4      | 70        | –4        |
| Venstre                     | 578 932   | 25.1      | 45        | +2        |
| Partido Popular Conservador | 383 843   | 16.6      | 30        | 0         |
| Partido Social Liberal      | 179 822   | 7.8       | 14        | 0         |
| Partido Justicia            | 122 759   | 5.3       | 9         | +3        |
| Partido Comunista           | 72 315    | 3.1       | 6         | –2        |
| Partido Independiente       | 53 061    | 2.3       | 0         | 0         |
| Partido Schleswig           | 9 202     | 0.4       | 1         | 0         |
| Independientes              | 71        | 0.0       | 0         | Nuevo     |
| Votos en blanco/nulos       | 10 922    | –         | –         | –         |
| Total                       | 2 321 097 | 100       | 175       | 0         |
| Islas Feroe                 |           |           |           |           |
| Partido Popular             | 2 574     | 37.6      | 1         | Nuevo     |
| Partido Unionista           | 2 316     | 33.8      | 1         | 0         |
| Partido de la Igualdad      | 1 963     | 28.6      | 0         | –1        |
| Votos en blanco/nulos       | 55        | –         | –         | –         |
| Total                       | 6 908     | 100       | 2         | 0         |
| Groenlandia                 |           |           |           |           |
| Independientes              | 3 150     | 100       | 2         | 0         |
| Votos en blanco/nulos       | 59        | –         | –         | –         |
| Total                       | 3 209     | 100       | 2         | 0         |
| Fuente: Nohlen & Stöver     |           |           |           |           |